# Giarmata
Giarmata (en hongrois : Temesgyarmat, en allemand : Jahrmarkt) est une commune du județ de Timiș en Roumanie.